# トゥールーズ・キャピトル・バレエ

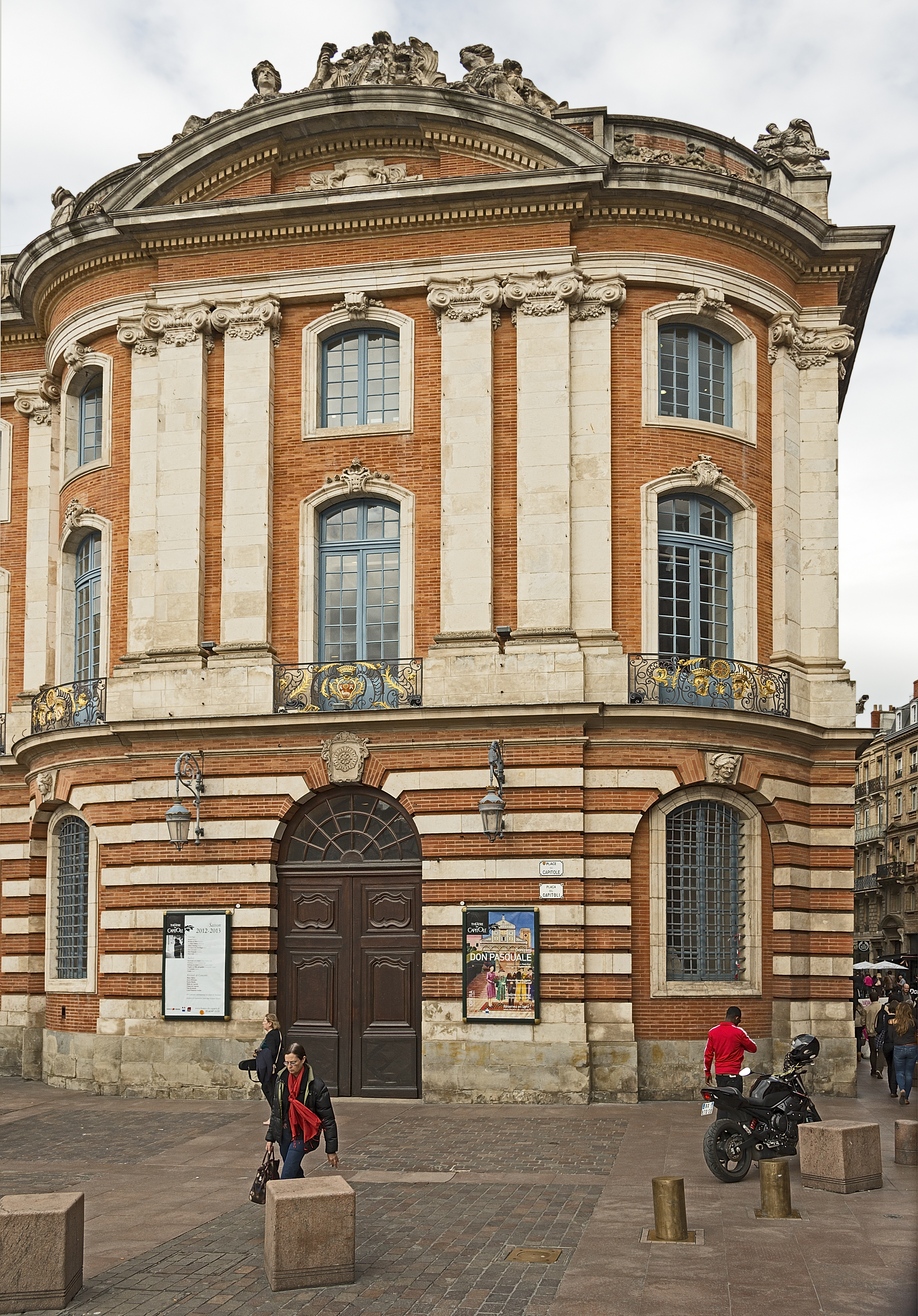
トゥールーズ・キャピトル劇場

トゥールーズ・キャピトル・バレエ（フランス語: Ballet du Capitole）は、フランスのトゥールーズに本拠を置くバレエ団。19世紀に設立され、トゥールーズ・キャピトル劇場（Théâtre du Capitole de Toulouse、トゥールーズ市立劇場とも）を拠点としている。キャピトル・トゥールーズ・バレエやバレエ・キャピトル・トゥールーズなどとも呼ばれる。

## 歴史
バレエ団の設立は19世紀のトゥールーズ・キャピトル劇場の開場にまで遡るが、2世紀近くに渡ってトゥールーズ・キャピトル劇場で上演されるオペラでディヴェルティスマンを踊るだけであった。何十年もの間、いくつかのロマンティック・バレエとオペラ公演以外には出番がなかったのである。1949年に、バレエマスター兼振付家のルイ・オーランディが主導してダンスを上演する夜公演を行うようになったが、オペラのダンスシーンはごく限られており、バレエ団の将来は不透明なままであった。これを変えたのはニコラ・ジョエルで、1994年にナネット・グルシャクを芸術監督に据えてバレエ団をフランスのダンス界の最前線に戻すことを決断した。
2012年にエトワール兼振付家として入団したカデル・ベラルビがキャピトル劇場でのダンス公演の演出を手掛けるようになって、トゥールーズ・キャピトル・バレエの歴史に新たなページが開かれた。ベラルビは、クラシックおよび新古典のレパートリーを維持しつつ、現代作品の創造と多様な美の追求に取り組んでいる。
ベラルビの野心は、トゥールーズ・キャピトル・バレエに幅広いクラシックのレパートリーをもたらして多様化することに留まらず、観客層の拡大や地域社会への貢献、さらには国際的な影響力を高めることに向けられている。
伝統と現代性という言葉は、トゥールーズ・キャピトル・バレエの使命を要約している。14カ国から集まった35人のダンサーが、時代に合わせた「生きたバレエ」を上演している。

## 編成
トゥールーズ・キャピトル・バレエは、36人のダンサー（女性19名、男性17名）を擁している。2000年代初めに以下の4階級が導入された。
- ファースト・ソリスト（フランス語ではプルミエール・ソリスト）
- ソリスト
- デミ・ソリスト
- コール・ド・バレエ

2019年、ファースト・ソリストに代わってエトワールの称号が導入された。

### エトワール
- ジュリー・シャーレット
- ナタリア・ド・フロバーヴィル
- ダヴィット・ガルスチャン
- ラミロサモン

### ソリスト
- アレクサンドラ・スロデーエワ
- マレン・フエルテ・カストロ
- ルスラン・サブデノフ
- フィリップ・ソラノ

### デミ・ソリスト
- フロレンシア・チネラート
- 中里佳代
- ティフェンヌ・プレボー
- ジュリエット・テリン
- ティモフィー・ブカヴェツ
- 金子稔

### コールドバレエ
- ルイーズ・コキラード
- ソフィア・カミニティ
- 磯永早希
- マリー・バーレット
- 丸山一花
- ソリーン・モネロー
- ジョアンナ・トレロ
- エネコ・アモロス・サラゴサ
- マルティン・アロヨス
- アマウリー・バレラス・ラピネット
- サイモン・カトネット
- バプティスト・クロードン
- アレクサンドル・デ・オリヴェイラ・フェレイラ
- ラファエル・フェルナンデス・ラモス
- ジェレミー・レイディエ
- マッテオ・マンゾーニ
- ニコラス・ロンボー

## レパートリー
トゥールーズ・キャピトル・バレエのレパートリーは、クラシックからコンテンポラリー、新古典主義まで多岐に渡るが、同団の評判を高めたのはとりわけジョージ・バランシンの作品である。

### 全幕物（夜公演の演目）
- カデル・ベラルビ：『死せる女王』（ピョートル・イリイチ・チャイコフスキー作曲）、2011年
- オーギュスト・ブルノンヴィル：『ラ・シルフィード』（ヘルマン・レーヴェンショルド作曲）、1995年
- ジョン・クランコ：
  - 『ロメオとジュリエット』（セルゲイ・プロコフィエフ作曲）、1998年
  - 『じゃじゃ馬ならし』（クルト＝ハインツ・シュトルツェ編曲）、2005年。
- デレク・ディーン：『シンデレラ』（プロコフィエフ作曲）、1999年。
- ナネット・グルシャク：
  - 『ジゼル』（プティパ版の改訂、アドルフ・アダン作曲）、1995年
  - 『ドン・キホーテ』（レオン・ミンクス作曲）、2006年
- エンリケ・マルティネス：『コッペリア』（レオ・ドリーブ作曲）、1997年。
- ミシェル・ラーンおよびナネット・グルシャク：『眠れる森の美女』（チャイコフスキー作曲）、2000年
- ミシェル・ラーン：
  - 『くるみ割り人形』（チャイコフスキー作曲）、1997年
  - 『不思議の国のアリス』（アレクサンドル・グラズノフ作曲）、2010年。

### 小品
- フランソワ・アドレー：『詩篇交響曲』（イーゴリ・ストラヴィンスキー作曲）、1994年
- フレデリック・アシュトン：『イルミネーションズ』（ベンジャミン・ブリテン作曲）、1997年
- ジョージ・バランシン：
  - 『ミューズを率いるアポロ』（ストラヴィンスキー作曲）、2004年
  - 『放蕩息子』（プロコフィエフ作曲）、1994年
  - 『愛の歌』（ブラームス作曲）、1996年
  - 『真夏の夜の夢』（フェリックス・メンデルスゾーン作曲）、1994年
  - 『シンフォニー・イン・C 』（ジョルジュ・ビゼー作曲）、2000年
  - 『チャイコフスキー・パ・ド・ドゥ』（チャイコフスキー作曲）、2007
- カデル・ベラルビ：
  - 『愛の記念に（À nos amours）』（ガブリエル・フォーレ、コダーイ・ゾルターン、モーリス・ラヴェルほか作曲）、2010年
  - 『Liens de table』（ドミートリイ・ショスタコーヴィチ作曲）、2010年
- ウィリアム・フォーサイス：『ハーマン・シュマーマン』（トム・ウィレムス作曲）、1997年
- イジー・キリアーン：
  - 『小さな死（Petite Mort）』（ウォルフガング・アマデウス・モーツァルト作曲）、2008年
  - 『6つの踊り（Sechs Tänze）』（モーツァルト作曲）、2008年
  - 『シンフォニエッタ』（レオシュ・ヤナーチェク作曲）, 2005年
  - 『シンフォニー・イン・D』（ヨーゼフ・ハイドン作曲）, 2000年
- マリウス・プティパ：
  - 『ライモンダ』抜粋：第三幕 (ラーン演出版、グラズノフ作曲）、2009年
  - 『海賊』抜粋：第一幕のパ・ド・ドゥ (グルシャク演出版、リッカルド・ドリゴほか作曲）、2009年
  - 『パキータ』抜粋：グラン・パ・クラシック（グルシャク演出版、ミンクス作曲）、2009年
- ミシェル・ラーン：『火の鳥』（ストラヴィンスキー作曲）、1996年
- ヴァシリー・ワイノーネン：『パリの炎』抜粋：第四幕のパ・ド・ドゥ (グルシャク演出版、ボリス・アサフィエフ作曲）、2009年